# Enduro-Europameisterschaft
Die Enduro-Europameisterschaft wurde 1968 durch die FIM eingeführt und sie war bis 1989 die wichtigste Einzelmeisterschaft im Endurosport.

## Historie und Modus
Die Europameisterschaft entstand aus dem Wunsch, neben der Internationalen Sechstagefahrt die existieren Zwei- und Dreitagesveranstaltungen (z. B. „Dreitagesfahrt von Isny“ in der BRD oder „Valli Bergamasche“ in Italien) in einer Serie zusammenzufassen. Nach einem Test 1967 als Europapokal wurde Anfang Mai 1968 der Lauf „Rund um die MZ-Stadt Zschopau“ in der DDR als erster Europameisterschaftslauf durchgeführt.
Ab 1990 wurde die Europameisterschaft durch die Enduro-Weltmeisterschaft abgelöst. Da jedoch weiterhin ein Bedarf nach einer Meisterschaft bestand, die nur in Europa stattfinden sollte, wurde ab 1992 die Europameisterschaft wieder eingeführt. Die Vermarktung gestaltete sich jedoch schwierig.
Ein erneuter Versuch wurde ab 2001 unter Regie des europäischen Motorradverbandes UEM (seit 2013 FIM Europe) unternommen. Diesmal setzt man bewusst auf die Nachwuchsförderung und wertet die Fahrer in den Klassen Junioren, Senioren, Veteranen und Frauen. Damit will man Fahrer internationale Erfahrung geben und sie an die Anforderungen in der Weltmeisterschaft heranführen. Als Junioren gelten Fahrer mit einem Alter unter 25 Jahre und als Veteranen Fahrer die vor 1964 geboren wurden. Ab 2005 erfolgte die Anpassung der Leistungsklassen an die der Weltmeisterschaft.

## Europameister 1968 bis 1980
| Jahr | Klasse                  | Klasse                      | Klasse                    | Klasse                    | Klasse                     | Klasse                 | Klasse                | Klasse                 | Klasse               |
| Jahr | bis 50 cm³              | bis 75 cm³                  | bis 100 cm³               | bis 125 cm³               | bis 175 cm³                | bis 250 cm³            | bis 350 cm³           | über 350 cm³           | über 350 cm³         |
| ---- | ----------------------- | --------------------------- | ------------------------- | ------------------------- | -------------------------- | ---------------------- | --------------------- | ---------------------- | -------------------- |
| 1968 | Volker Kramer Zündapp   | Hans Trinkner Zündapp       | Siegfried Gienger Zündapp | Rolf Witthöft Puch        | Peter Uhlig MZ             | Werner Salevsky MZ     | Květoslav Mašita Jawa | Erwin Schmider Jawa    | Erwin Schmider Jawa  |
| 1969 | Heinz Brinkmann Zündapp | Andreas Brandl Zündapp      | Volker Kramer Zündapp     | Rolf Witthöft Puch        | Walter Leitgeb Puch        | František Mrázek Jawa  | Květoslav Mašita Jawa | Erwin Schmider Jawa    | Erwin Schmider Jawa  |
| 1970 | Heinz Brinkmann Zündapp | Andreas Brandl Zündapp      | Lorenz Specht Zündapp     | Rolf Witthöft Zündapp     | Erwin Schmider Zündapp     | František Mrázek Jawa  | Květoslav Mašita Jawa | Fred Willamowski MZ    | Fred Willamowski MZ  |
| 1971 | Andreas Brandl Zündapp  | Josef Wolfgruber Zündapp    | Dieter Salevsky Simson    | Rolf Witthöft Zündapp     | Erwin Schmider Zündapp     | František Mrázek Jawa  | Květoslav Mašita Jawa | Fred Willamowski MZ    | Fred Willamowski MZ  |
| 1972 | Peter Neumann Zündapp   | Andreas Brandl Zündapp      | Josef Wolfgruber Zündapp  | Rolf Witthöft Zündapp     | Erwin Schmider Zündapp     | František Mrázek Jawa  | Květoslav Mašita Jawa | Zdeněk Češpiva Jawa    | Zdeněk Češpiva Jawa  |
| 1973 | Peter Neumann Zündapp   | Andreas Brandl Zündapp      | Josef Wolfgruber Zündapp  | Rolf Witthöft Zündapp     | Erwin Schmider Zündapp     | František Mrázek Jawa  | Květoslav Mašita Jawa | Zdeněk Češpiva Jawa    | Zdeněk Češpiva Jawa  |
| 1974 | Peter Neumann Zündapp   | Ewald Schneidewind Simson   | Josef Wolfgruber Zündapp  | Reinhard Christel Zündapp | Erwin Schmider Zündapp     | Jiří Stodůlka Jawa     | Květoslav Mašita Jawa | Imerio Testori KTM     | Imerio Testori KTM   |
| 1975 | Peter Neumann Zündapp   | Ewald Schneidewind Simson   | Josef Wolfgruber Zündapp  | Rolf Witthöft Zündapp     | Erwin Schmider Zündapp     | Alessandro Gritti KTM  | Květoslav Mašita Jawa | Zdeněk Češpiva Jawa    | Zdeněk Češpiva Jawa  |
| 1976 | Erwin Schmider Zündapp  | Steffen Mauersberger Simson | Josef Wolfgruber Zündapp  | Alessandro Gritti KTM     | Elia Andrioletti KTM       | Jiří Stodůlka Jawa     | Květoslav Mašita Jawa | Stanislav Zloch Jawa   | Stanislav Zloch Jawa |
| 1977 | Erwin Schmider Zündapp  | Osvaldo Scaburri Puch       | Jürgen Grisse Zündapp     | Harald Strößenreuther KTM | Elia Andrioletti KTM       | Alessandro Gritti KTM  | Květoslav Mašita Jawa | ab 1977:               | ab 1977:             |
| 1977 | Erwin Schmider Zündapp  | Osvaldo Scaburri Puch       | Jürgen Grisse Zündapp     | Harald Strößenreuther KTM | Elia Andrioletti KTM       | Alessandro Gritti KTM  | Květoslav Mašita Jawa | bis 500 cm³            | bis 750 cm³          |
| 1977 | Erwin Schmider Zündapp  | Osvaldo Scaburri Puch       | Jürgen Grisse Zündapp     | Harald Strößenreuther KTM | Elia Andrioletti KTM       | Alessandro Gritti KTM  | Květoslav Mašita Jawa | Stanislaw Zloch Jawa   | Otokar Toman Jawa    |
| 1978 | Gino Perego Hercules    | Osvaldo Scaburri Puch       | Erwin Schmider Zündapp    | Eberhard Weber Zündapp    | Franco Gualdi Hercules     | Gualtiero Brissoni SWM | Elia Andrioletti KTM  | Giangelo Croci KTM     | Manfred Jäger MZ     |
| 1979 | Pietro Gagni Fantic     | Stanislaw Olszewski Simson  | Eddy Hau Zündapp          | Gualtiero Brissoni SWM    | Andrea Marinoni SWM        | Franco Gualdi SWM      | Augusto Taiocchi KTM  | Guglielmo Andreini SWM | Heino Büse Maico     |
| 1980 | Gino Perego AIM         | Stanislaw Olszewski Simson  | Eddy Hau Zündapp          | Gualtiero Brissoni SWM    | Klaus-Bernd Kreutz Zündapp | Andrea Marinoni SWM    | Augusto Taiocchi KTM  | Guglielmo Andreini SWM | Heino Büse Maico     |

1979
über 750 cm³:  Egbert Haas, Maico
1980
bis 1000 cm³:  Rolf Witthöft, BMW
bis 1300 cm³:  Herbert Schek, Schek-BMW

## Europameister 1981 bis 1989
| Jahr | Klasse                        | Klasse                    | Klasse                     | Klasse                       | Klasse                     | Klasse                      | Klasse                        |
| Jahr | bis 80 cm³ Zweitakt           | bis 125 cm³ Zweitakt      | bis 175 cm³ Zweitakt       | bis 250 cm³ Zweitakt         | bis 500 cm³ Zweitakt       | über 500 cm³ Viertakt       | bis 350 cm³ Viertakt          |
| ---- | ----------------------------- | ------------------------- | -------------------------- | ---------------------------- | -------------------------- | --------------------------- | ----------------------------- |
| 1981 | Angelo Signorelli Fantic      | Gualtiero Brissoni Fantic | Klaus-Bernd Kreutz Zündapp | Alessandro Gritti Kramer     | Jens Scheffler MZ          | Hans Werner Pohl Honda      |                               |
| 1982 | Pietro Gagni Zündapp          | Harald Strößenreuther KTM | Klaus-Bernd Kreutz Zündapp | Gualtiero Brissoni Husqvarna | Guglielmo Andreini Maico   | Eddy Hau Yamaha             |                               |
| 1983 | Pierfranco Muraglia Accossato | Andrea Marinoni KTM       |                            | Harald Sturm MZ              | Jens Scheffler MZ          | Eddy Hau Yamaha             |                               |
| 1984 | Pierfranco Muraglia Accossato | Rolf Hübler Simson        |                            | Harald Sturm MZ              | Jens Scheffler MZ          | Guglielmo Andreini Honda    |                               |
| 1985 | Stefano Passeri Accossato     | Rolf Hübler Simson        |                            | Harald Sturm MZ              | Jens Scheffler MZ          | Thomas Gustavsson Husqvarna |                               |
| 1986 | Stefano Passeri KTM           | Joachim Sauer KTM         |                            | Harald Sturm MZ              | Svenerik Jönsson Husqvarna | Jozef Chovančík Jawa        |                               |
| 1987 | Gianmarco Rossi Moto TM       | Davide Trolli Moto TM     |                            | Dick Wicksell Husqvarna      | Svenerik Jönsson Husqvarna | Angelo Croci KTM            | Joachim Sauer KTM             |
| 1988 | Gianmarco Rossi Moto TM       | Angelo Signorelli KTM     |                            | Dick Wicksell KTM            | Svenerik Jönsson Husqvarna | Thomas Gustavsson Husqvarna | Thierry Charbonnier Yamaha    |
| 1989 | Pierfranco Muraglia Moto TM   | Paul Edmondson KTM        |                            | Dick Wicksell KTM            | Svenerik Jönsson Husqvarna | Jimmie Eriksson Husaberg    | Laurent Charbonnier Husqvarna |

## Europameister 1992 bis 1998
| Jahr | Klasse           | Klasse      | Klasse             | Klasse       | Klasse        |
| Jahr | bis 125 cm³      | bis 250 cm³ | bis 350 cm³        | bis 500 cm³  | über 500 cm³  |
| ---- | ---------------- | ----------- | ------------------ | ------------ | ------------- |
| 1992 | Giuseppe Gallino | C. Rossi    | Fabio Confalonieri | Dušan Kotrla | Martin Kremel |

| Jahr | Klasse                     | Klasse                |
| Jahr | bis 125 cm³ Zweitakt       | über 175 cm³ Zweitakt |
| ---- | -------------------------- | --------------------- |
| 1993 | Josep Rovira (GasGas)      |                       |
| 1994 | Jarno Boano                | Joan Roma (Husqvarna) |
| 1995 | Xavier Puigdemont (GasGas) | Matteo Rubin          |
| 1996 | Ivan Boano                 | Jarno Boano           |
| 1997 | Olivier Samofal            | Miki Arpa (KTM)       |

| Jahr | Klasse          | Klasse               | Klasse                  | Klasse                  | Klasse           | Klasse       | Klasse            | Klasse          |
| Jahr | bis 125 cm³ 2T  | bis 250 cm³ 2T       | bis 400 cm³ 4T          | über 500 cm³ 4T         | Junioren         | Junioren     | Veteranen         | Frauen          |
| Jahr | bis 125 cm³ 2T  | bis 250 cm³ 2T       | bis 400 cm³ 4T          | über 500 cm³ 4T         | bis 125 cm³      | bis 250 cm³  | Veteranen         | Frauen          |
| ---- | --------------- | -------------------- | ----------------------- | ----------------------- | ---------------- | ------------ | ----------------- | --------------- |
| 1998 | Roman Michalik  | Vesa Kytönen         | Pål Anders Ullevålseter | Martin Kremel           | Tuuka Saari      | Tuuka Saari  | Lubomir Vojkuvka  |                 |
| 1999 | Zdenek Gottwald | Tullio Pellegrinelli | Martin Macek            | Martin Macek            | Simone Albergoni | Milan Barros | Frantisek Hrobsky | Birgit Hartmann |
| 2000 | S. Marcos       | Milan Barros         | Pål Anders Ullevålseter | Pål Anders Ullevålseter | Jorge Marques    | J. Holada    | Ryszard Augustyn  | K. Price        |

## Europameister 2001 bis 2017
| Jahr | Klasse                           | Klasse                                  | Klasse                           | Klasse                 | Klasse                      | Klasse                    | Klasse                  |
| Jahr | Junioren                         | Junioren                                | Senioren                         | Senioren               | Senioren                    | Veteranen                 | Damen                   |
| Jahr | E 1 (bis 125 cm³ 2T/ 250 cm³ 4T) | E 2 + E 3 (über 175 cm³ 2T/ 250 cm³ 4T) | E 1 (bis 125 cm³ 2T/ 250 cm³ 4T) | E 2 (über 175 cm³ 2T)  | E 3 (Viertakt)              | Veteranen                 | Damen                   |
| ---- | -------------------------------- | --------------------------------------- | -------------------------------- | ---------------------- | --------------------------- | ------------------------- | ----------------------- |
| 2001 | Raphael André GasGas             | Sébastien Guillaume Husqvarna           | Zdenek Gottwald Husqvarna        | Milan Barros Husqvarna | Martin Macek Yamaha         | Michael Extance Husaberg  | Patsy Quick KTM         |
| 2002 | Damien Miquel Husqvarna          | Andrea Beconi Honda                     | Ivano Boano                      | Stefano Passeri Yamaha | Werner Müller KTM           | Arturs Robeznieks KTM     | Erica Roth Suzuki       |
| 2003 | Maurizio Micheluz Yamaha         | Andrea Belotti                          | Alessio Paoli KTM                | Stefano Passeri Yamaha | Werner Müller KTM           | Gianmarco Rossi           | Erica Roth Suzuki       |
| 2004 | Mike Hartmann KTM                | Nicolas Deparrois Husqvarna             | Jan Zaremba KTM                  | Vita Kuklik KTM        | Juri Simoncini KTM          | Gianmarco Rossi Husqvarna | Stephanie Laier KTM     |
| 2005 | Daryl Bolter Husqvarna           | Štefan Svitko KTM                       | Fausto Scovolo Husqvarna         | Riccardo Fermi KTM     | Werner Müller KTM           | Gianmarco Rossi Honda     | Elizabeth Mucha KTM     |
| 2006 | Thomas Oldrati Husqvarna         | Tom Sagar Honda                         | Jari Mattila Honda               | Roman Michalik Beta    | Werner Müller KTM           | Gianmarco Rossi Honda     | Vanja Kollman KTM       |
| 2007 | Michal Szuster Husqvarna         | Simon Wakely Husqvarna                  | Daryl Bolter Husqvarna           | Roman Michalik Beta    | Vita Kuklik KTM             | Gianmarco Rossi Honda     | Ludivine Puy Gas Gas    |
| 2008 | Sylvain Lebrun KTM               | Dave Elsinga                            | Andrea Beconi                    | Daniel Jonsonn         | Mark Wassink                | Zdenek Cyprian KTM        | Ludivine Puy Gas Gas    |
| 2009 | Romain Dumontier Husqvarna       | Adrien Metge Husqvarna                  | Michal Szuster Yamaha            | Andrea Beconi Suzuki   | Štefan Svitko KTM           | Toivo Nikopensius Yamaha  | Ludivine Puy Gas Gas    |
| 2010 | Massimo Mangini KTM              | Roni Nikander Husqvarna                 | Alessandro Zanni Yamaha          | Greg Evans KTM         | David Čadek KTM             | Henrik Knuiman KTM        | Géraldine Fournel KTM   |
| 2011 | Luis Oliveira Yamaha             | Daniel McCanney Gas Gas                 | Paulo Felicia Yamaha             | Greg Evans KTM         | Maurizio Micheluz Fantic    | Werner Müller Gas Gas     | Heike Petrick KTM       |
| 2012 | Martin Larsson Husaberg          | Gianluca Martini Beta                   | Roni Nikander KTM                | Cedric Cremer KTM      | Maurizio Micheluz Honda     | Werner Müller KTM         | Heike Petrick KTM       |
| 2013 | Jack Rowland Husqvarna           | Diogo Ventura Yamaha                    | Maurizio Micheluz Suzuki         | Thomas Sagar KTM       | Gianluca Martini Beta       | Werner Müller KTM         | Jessica Jönsson KTM     |
| 2014 | Steve Holcombe KTM               | Pawel Szymkowski KTM                    | Maurizio Micheluz Suzuki         | Thomas Sagar KTM       | Jacopo Cerutti TM           | Werner Müller KTM         | Audrey Rossat KTM       |
| 2015 | David Abgrall Yamaha             | Jeremy Carpentier Honda                 | Maurizio Micheluz Husqvarna      | Thomas Sagar KTM       | Martin Sundin Husqvarna     | Werner Müller KTM         | Sanna Kärkkäinen KTM    |
| 2016 | Patrik Markvart KTM              | Nicolas Pellegrinelli KTM               | Guido Conforti Suzuki            | Marco Neubert KTM      | Maurizio Micheluz Husqvarna | Sebastian Krywult KTM     | Jane Daniels KTM        |
| 2017 | Matteo Pavoni KTM                | David Abgrall Sherco                    | Andreas Linusson KTM             | Jamie Lewis Yamaha     | Maurizio Micheluz Husqvarna | Arne Domeier KTM          | Jessica Gardiner Yamaha |

## Europameister 2018 bis 2021
| Jahr | Junior U21                                                | Junior E1                                                 | Junior E2 und E3                                          | bis 250 cm³ Zweitakt                                      | über 250 cm³ Zweitakt                                     | bis 250 cm³ Viertakt                                      | über 250 cm³ Viertakt                                     | Senioren                                                  | Damen                                                     |
| ---- | --------------------------------------------------------- | --------------------------------------------------------- | --------------------------------------------------------- | --------------------------------------------------------- | --------------------------------------------------------- | --------------------------------------------------------- | --------------------------------------------------------- | --------------------------------------------------------- | --------------------------------------------------------- |
| 2018 | Roni Kytönen Husqvarna                                    | Thomas Dubost KTM                                         | Hugo Blanjoue KTM                                         | Maurizio Micheluz KTM                                     | Jiri Hadek KTM                                            | Tommaso Montanari KTM                                     | Alessandro Battig Kawasaki                                | Sebastian Krywult KTM                                     | Sanna Kärkkäinen KTM                                      |
| 2019 | Max Ahlin KTM                                             | Roni Kytönen Husqvarna                                    | Jed Etchells Sherco                                       | Maurizio Micheluz Husqvarna                               | Patrik Markvart KTM                                       | Jiri Hadek KTM                                            | Eemil Pohjola TM Racing                                   | Sebastian Krywult KTM                                     | Hanna Berzelius Husqvarna                                 |
| 2020 | keine Meisterschaftsläufe auf Grund der COVID-19-Pandemie | keine Meisterschaftsläufe auf Grund der COVID-19-Pandemie | keine Meisterschaftsläufe auf Grund der COVID-19-Pandemie | keine Meisterschaftsläufe auf Grund der COVID-19-Pandemie | keine Meisterschaftsläufe auf Grund der COVID-19-Pandemie | keine Meisterschaftsläufe auf Grund der COVID-19-Pandemie | keine Meisterschaftsläufe auf Grund der COVID-19-Pandemie | keine Meisterschaftsläufe auf Grund der COVID-19-Pandemie | keine Meisterschaftsläufe auf Grund der COVID-19-Pandemie |
| 2021 | Pyry Juupaluoma Husqvarna                                 | Matyáš Chlum Husqvarna                                    | Enrico Rinaldi Gas Gas                                    | Maurizio Micheluz Husqvarna                               | Thibaut Passet Beta                                       | Diego Nicoletti Husqvarna                                 | Jaromir Romancik Sherco                                   | Andrea Belotti KTM                                        | Justine Martel KTM                                        |

## Europameister ab 2022
| Jahr | Youth                    | Junior 1                  | Junior 2                  | E1 (bis 250 cm³ 2T und 4T)  | E2 (über 255–450 cm³ 4T) | E3 (über 255 cm³ 2T/ über 455 cm³ 4T) | Overall                | Senioren                    | Damen                          |
| ---- | ------------------------ | ------------------------- | ------------------------- | --------------------------- | ------------------------ | ------------------------------------- | ---------------------- | --------------------------- | ------------------------------ |
| 2022 | Manuel Verzeroli GasGas  | Carlo Minot TM Racing     | Lorenzo Bernini Beta      | Maurizio Micheluz Husqvarna | Erik Willems Husqvarna   | Dietger Damiaens KTM                  | Erik Willems Husqvarna | Alessandro Rizza KTM        | Nieve Holmes Sherco            |
| 2023 | Luca Colorio Husqvarna   | Riccardo Fabris Husqvarna | Lukas Bergström Husqvarna | Andreas Beier Beta          | Alex Walton GasGas       | David Abgrall Beta                    | David Abgrall Beta     | Maurizio Micheluz Husqvarna | Tanja Schlosser Beta           |
| 2024 | Riccardo Pasquato Fantic | Killian Lunier Kawasaki   | Diego Haution Beta        | Davide Soreca Kawasaki      | Daniel Mundell KTM       | Anthony Geslin Husqvarna              | Daniel Mundell KTM     | Maurizio Micheluz Husqvarna | Mauricette Brisebard Husqvarna |